# أوليفيا سشوجه
أوليفيا سشوجه (بالسويدية: Olivia Schough) (11 مارس 1991 بفالكنبرغ في السويد - ) هي لاعبة كرة قدم سويدية في مركز الهجوم، شاركت في الألعاب الأولمبية الصيفية 2016. وشاركت مع منتخب السويد لكرة القدم للسيدات. أما مع النوادي، فقد لعبت مع بايرن ميونخ للسيدات وEskilstuna United DFF ‏ وWFC Rossiyanka ‏ ونادي هكن للسيدات ونادي فالكنبرغ.

## وصلات خارجية
- أوليفيا سشوجه على موقع الاتحاد الدولي (مؤرشف)  (الإنجليزية)
- أوليفيا سشوجه على موقع الاتحاد الأوربي (الإنجليزية)
- أوليفيا سشوجه على موقع اتحاد السويد (السويدية)
- أوليفيا سشوجه على موقع قاعدة بيانات كرة القدم.إي يو (الإنجليزية)
- أوليفيا سشوجه على موقع بيانات كرة القدم. دي إي (الألمانية)
- أوليفيا سشوجه على موقع Soccerway.com (الإنجليزية)
- أوليفيا سشوجه على موقع عالم كرة القدم.نت (الإنجليزية)
- أوليفيا سشوجه على موقع أوليمبيديا (الإنجليزية)
- أوليفيا سشوجه على موقع اللجنة الأولمبية السويدية (السويدية)